# 檢偏器
檢偏器(analyzer)是由偏振片所組合而成的，通常一道自然光通過後改變其偏振態，變成橢圓或圓偏振。
如果光被偏極化，可用另一個偏極片試驗出來。此一偏振片依其功能，稱為檢偏器。
在偏振光通過此檢偏器時旋轉檢偏器，可以改變透射光的功率密度，藉此判斷是否得到了所需要的偏振光。
- 極化現象及極化定律
  - 光源照射到物體表面，部分被反射，部分被折射，隨著入射角不同，反射光的強度也不同，光的偏極化程度也不同。
  - 偏極化，即光波的振動只存在於某些特定的方向。
- 非極化光
  - 光為橫波，電場之振動方向與前進方向垂直，其電場振動面稱為偏極面，平時所見之光其振動是四面八方，一般光源稱為非極化光。
- 馬呂斯定律（law of Malus）
  - 一般光線經過一個起偏板P後就生偏極現象，偏極面與起偏板的方向相同。